# Jean-Claude Piris
Pour les articles homonymes, voir Piris.
Jean-Claude Piris, né le 14 novembre 1943 à Alger en Algérie, est un consultant en droit européen et en droit international public, ancien haut fonctionnaire français et européen.

## Biographie
Licencié en droit et diplômé d’études supérieures de droit public de l'Université de Paris et diplômé de l’Institut d'études politiques de Bordeaux, il est un ancien élève de l'ENA.  Membre du Conseil d'État depuis 1972, Conseiller d’État honoraire depuis 2004, diplomate, conseiller à la Mission de la France à l'ONU à New York (1979-1983) et directeur juridique de l'OCDE (1985-1988) à Paris, pendant l'année académique 2010-2011, il est Senior Emile Noël Fellow au Centre Européen Jean Monnet et Fellow au Straus Institute, New York University.
De 1988 à novembre 2010, il est jurisconsulte du Conseil européen et du Conseil des Ministres de l'Union européenne, directeur général du service juridique du Conseil.  Il est notamment le jurisconsulte de la CIG qui négocie et fait adopter le Traité de Lisbonne, signé le 13 décembre 2007 à Lisbonne. Il devient alors président du groupe des juristes des 27 États membres ayant mis au point ce Traité. Chef du secrétariat et jurisconsulte de la CIG, il a négocié et fait adopter le Traité établissant une Constitution pour l’Europe signé à Rome le 29 octobre 2004. Il est aussi le jurisconsulte des Conférences intergouvernementales (CIG) qui ont négocié et adopté les traités signés à Nice, le 26 février 2001, à Amsterdam le 2 octobre 1997 et à Maastricht le 7 février 1992. 

## Œuvres
Auteur de nombreux articles juridiques de droit international et de droit européen, publiés tant en anglais et en français que dans d'autres langues, on lui doit aussi :
- Il Trattato di Lisbona, Rome, Giuffré, 2013
- The Future of Europe : Towards a Two Speed EU ?, Cambridge University Press, 2012[1]
- The Lisbon Treaty : A legal and political Analysis, Cambridge University Press, 2010
- The Constitution for Europe : A Legal Analysis, Cambridge University Press, UK, 2006
- Le Traité constitutionnel pour l'Europe : Une Analyse juridique, Bruylant, Bruxelles, 2006
- El Tratado Constitucional para Europa : un Analisis juridico, Marcial Pons, Madrid et Barcelone, 2006
- Il processo di Riforma dell'UE : il Trattato Constituzionale nella Prospettiva del Trattato di Riforma, CIDE, Rome, 2007.